# Zics, Somogy
Zics  este un sat în districtul Tab, județul Somogy, Ungaria, având o populație de 370 de locuitori (2011). 

## Demografie
Componența etnică a satului Zics
     Maghiari (91,81%)
     Romi (4,68%)
     Germani (3,51%)
Componența confesională a satului Zics
     Romano-catolici (73,78%)
     Fără religie (5,95%)
     Reformați (3,24%)
     Necunoscută (16,22%)
     Luterani (0,81%)
Conform recensământului din 2011, satul Zics avea 370 de locuitori. Din punct de vedere etnic, majoritatea locuitorilor (91,81%) erau maghiari, existând și minorități de romi (4,68%) și germani (3,51%).  Din punct de vedere confesional, majoritatea locuitorilor (73,78%) erau romano-catolici, existând și minorități de persoane fără religie (5,95%) și reformați (3,24%). Pentru 16,22% din locuitori nu este cunoscută apartenența confesională.